# ぷらむ○ガーデン
ぷらむ〇ガーデン（plum garden）は、神奈川県小田原市を拠点に活動するご当地アイドルユニット。
グループ名は小田原市の花である梅（plum）と庭（garden）、中心の「○」は無限の可能性やファンを中心にするなど、自由なアイデアを入れられるよう付けられた。
キャッチフレーズは「神奈川のウェストエンドガール」。
主な活動拠点は地元小田原周辺で開催されるお祭りなどのイベントや、地元のライブハウスや映画館の劇場を利用しての主催イベント。
都内や横浜、金沢、掛川など各地のご当地イベント等にも参加し小田原のPRを行っている。

## 概要
- 2014年4月、FMおだわら主催の一般公募オーディションが行われ4月に結成。
- 2014年5月 3日、北条五代祭りにて「武者隊先駆け軍団」のFM宣伝隊の一員として参加、お披露目となり公式ツイッター、アメブロ、フェイスブックも同日公開。[4]
- 2014年7月3日、FMおだわらにてラジオ番組「ぷらむ○リズム」が放送開始。
- 2014年7月27日、小田原ちょうちん夏祭りの初ステージにてデビュー曲であるハピネスチュ〜ンを披露。[5]
- 2014年10月24、25日、小田原城二の丸広場にて「小田原城アイドル祭!!」が開催され、ぷらむ〇ガーデンも出演。[6]
- 2015年4月5日、クラウドファンディングを行い目標額を達成、デビュー曲であるハピネスチュ〜ンがCD化されイベントにて販売を開始した。[7]
- 2015年10月13日、神奈川県の魅力を様々な角度から発信するために結成された「特命かながわ発信隊（idol ver.）」として、県の取組や施策、その他イベントなどのPRに参加。[8]
- 2017年3月19日、ワンマンライブ「SSBP2017」にて新メンバー月雲由夢の加入と初期メンバー鳴海はれの卒業が発表された。
- 2017年5月30日、公式ツイッター、HPにて可愛、美原、中島の卒業、月雲の活動休止、ぷらむ⚪︎ガーデンの活動を2017年7月をもって休止することを発表した。[9]
- 2017年11月14日、月雲由夢が卒業。

## 卒業メンバー
| 名前                          | ニックネーム | カラー   | 生年月日       | 在籍期間               |
| ----------------------------- | ------------ | -------- | -------------- | ---------------------- |
| 大川 玲奈 （おおかわ れいな） | れいにゃん   | 青       | 1991年12月12日 | 2014年4月 - 2015年12月 |
| 鳴海 はれ （なるみ はれ）     | はれてゃん   | 赤       | 1994年5月13日  | 2014年4月 - 2017年5月  |
| 可愛 紗彩 （かわい さあや）   | さあやん     | 黄       | 1996年10月1日  | 2014年4月 - 2017年7月  |
| 美原 ゆい （みはら ゆい）     | みはらん     | 紫       | 1997年12月14日 | 2014年4月 - 2017年7月  |
| 中島 愛 （なかじま あい）     | きゃめろん   | ピンク   | 1998年3月28日  | 2014年4月 - 2017年7月  |
| 月雲 由夢 （つぐも ゆゆ）     | ゆんゆん     | 緑(青緑) | 1998年11月12日 | 2014年4月 - 2017年11月 |

## その他の活動

### ラジオ
- ぷらむ○リズム（2014年7月3日 - 、FMおだわら）

### テレビ
- J:COM「ハルネ小田原1周年イベント生放送」（2016年11月1日]）
- テレビ東京「モヤモヤさまぁ〜ず2　箱根・小田原」（2016年1月1日）
- テレビ東京「出没!アド街ック天国」（2016年6月11日） - 「小田原コレクション」コーナーに出演
- J:COM「輝☆ご当地大使」（2016年10月15日 - 11月10日）
- 日本テレビ「天才!志村どうぶつ園」（2017年2月4日）

## 楽曲
- 「ハピネスチュ〜ン」（2014年4月5日 - 、物販にて発売中）
  1. ハピネスチュ〜ン
  2. ハピネスチュ〜ン(happy spring mix from 808T)
- 「Fly away」（非CD化）
- 「約束の場所」（小田原イズム公式ソング、非CD化）
- 「急にロマンス」（非CD化）
- 「ぷらむのらぶそんぐ」（非CD化）
- 「オレンジソーダ」（非CD化）
- 「シューティング★ぷらむスター〜流星〜」（非CD化）

- 「YELLOW PARTY」（可愛紗彩ソロ曲、非CD化）
- 「バイオレットジレンマ」（美原ゆいソロ曲、非CD化）
- 「ピンク・パンダ・デ・ポン」（中島愛ソロ曲、非CD化）
- 「はれのちハレルヤ」（鳴海はれソロ曲、非CD化）

## ぷらむ○リズム
ぷらむ○リズムは、2014年7月3日から毎週木曜日22:00 - 22:30にFMおだわらで30分間放送されている、メンバーのおしゃべりとアイドルソングをお届けするぷらむ〇ガーデンの冠ラジオ番組。
土曜日11:00 - 11:30に再放送されている。
出演イベントを振り返る「ぷらむメモリアル」。メンバーがキュンキュンするフレーズを言う「キュンキュンガーデン」のコーナーがありメールによる投稿を随時募集中。
公式Twitterハッシュタグ「#ぷらむリズム」によるリアルタイムツイートが実施されている。